# Lisa Vlaemminck
Lisa Vlaemminck (Brussel, 1992) is een Belgische beeldend kunstenaar. Naast schilderen beoefent ze ook andere kunsten zoals collage, keramiek en textielkunst. Haar werken zijn een combinatie van klassieke beelden uit de schilderkunst met virtuele beelden uit de digitale kunst, streetart en graffiti. Ze bevatten abstracte en figuratieve elementen en kenmerken zich door felle fluorescerende kleuren, chaos en overvloed.
Zij woont en werkt in Sint-Jans-Molenbeek.

## Biografie
Lisa Vlaemminck studeerde schilderkunst aan de Koninklijke Academie voor Schone Kunsten (KASK) in Gent, waar ze in 2015 haar master in de vrije kunsten behaalde. Zij was een leerlinge van Vincent Geyskens.
Vlaemminck had van jongs af een fascinatie voor plantkunde en biologische vormen. Tijdens haar opleiding schilderde ze aanvankelijk naar de natuur op basis van waarneming. In de laatste jaren van de academie zocht ze naar meer artistieke vrijheid en nam ze afstand van de traditionele technieken. Ze liet de waarneming volledig los en zocht nieuwe spanningsvelden in haar werk door diverse voorwerpen met elkaar te confronteren in een psychedelisch omgeving gevormd met elementen uit de popcultuur en de digitale beeldvorming.
Aanvankelijk stonden planten en plantaardige elementen centraal in haar werk. Ze nam hiervan geleidelijk afstand omdat ze meer nadruk wou leggen op chaos en vergankelijkheid. Ze bracht daarom naast bestaande elementen ook abstracte vormen in haar werk en legde een dreigend karakter in de overtolligheid die haar werk karakteriseert.
Na haar studies kon ze in 2015 deelnemen aan de Triënnale van Brugge en werd ze snel opgemerkt door topgalerieën. Naast solotentoonstellingen in de galerieën van Rodolphe Janssen, die haar ging vertegenwoordigen, en Tatjana Pieters kon ze deelnemen aan nationale tentoonstellingen zoals Bozar, het Raveelmuseum (2021), Museum M in Leuven en KIOSK in Gent en internationale groepstentoonstellingen in The Hole in New York en in Los Angeles. In 2025 is ze geselecteerd als een van de 70 hedendaagse kunstenaars in de tentoonstelling "Painting after painting" over de recente evoluties en tendensen in de hedendaagse schilderkunst in het S.M.A.K. in Gent.
Ze is tevens docent schilderkunst aan de LUCA School of Arts in Gent.

## Oeuvre

### Stijl
Het werk van Vlaemminck is chaotisch, verwarrend en dystopisch. Haar werken zijn een combinatie van klassieke landschappen en stillevens met de beeldcultuur van digitale media zoals digitale animatie, sciencefiction, digitaal bewerkte beelden, videogames en kitscherige screensavers en van graffiti en streetart.  Haar recent werk is overladen aan elementen zoals bloed, gereedschap, voedsel en geamputeerde lichaamsdelen en alledaagse voorwerpen die een eigen leven gaan leiden en rondzweven in een psychedelisch universum. Haar werken zijn  circulair opgebouwd. De figuratieve elementen verwijzen naar consumentisme, voedsel, seksualiteit en kapitalisme. De reële voorwerpen worden aangevuld met een gelijke dosis aan abstracte motieven. Hierdoor ontstaan meerdere spanningsvelden in het werk zoals tussen mooi en lelijk, artificieel en natuurlijk, los en vast, orde en chaos.
Naast het onconventioneel gebruik van helle fluorescerende kleuren zijn ook de zwarte contouren een opvallend kenmerk. Haar werken zijn overladen en geven een rommelige indruk, zij wil niet dat een werk harmonie uitstraalt. Soms werkt ze met microscopische observaties, andere keren gaat ze kleine voorwerpen zeer sterk uitzoomen, waardoor ze een dreigend karakter krijgen.

### Thema
Ze is tegelijk gefascineerd door zowel de schoonheid als de perversiteit van consumptiegoederen. Haar werk is dystopisch. Ze daagt de toeschouwer uit om voorbij de oppervlakkige esthetiek van een beeld te kijken en onderliggende thema's te ontdekken, zoals consumentisme, geweld, kapitalisme en invloed van de digitale media op de mens. Reële voorwerpen die op het eerste zicht aantrekkelijk lijken worden bij nadere beschouwing in hun onnatuurlijke context weerzinwekkend.
Sommige abstracte motieven lijken op ziektekiemen of bacteriën. Door de associatie met microbiologie werd ze gevraagd om een project te maken voor een laboratorium en mocht ze een drieluik schilderen voor een tijdelijke tentoonstelling in de inkomhall van UZ Brussel.
Haar titels zijn een verwijzing naar de virtuele werkelijkheid.

### Techniek
Elk werk is een proces dat vele maanden aansleept. Ze werkt met olieverf en daarnaast ook met acryl in verschillende lagen. Alleen de eerste laag schildert ze aan de hand van een tekening op het doek. Daarna werkt ze associatief, het ene motief geeft aanleiding tot een ander, ze heeft geen idee van het eindresultaat. Ze stopt van zodra ze het evenwicht vindt tussen "net genoeg en te veel".
Elk schilderij staat op zich zelf, ze werkt niet in reeksen.
Recent maakt ze naast rechthoekige schilderijen ook shaped canvases waarin de schilderdoeken een onregelmatig 3D-vormgeving krijgen die passen bij de onregelmatige vormen van de figuren. Voor haar tentoonstellingen maakt tevens ruimtelijke collages als verlengde van haar schilderwerk.

### Textielkunst en keramiek
Naast schilderijen maakt ze ook textielsculpturen in de meest diverse vormen, eveneens aansluitend bij haar schilderwerk. Sommige hebben een reusachtig formaat. Haar werk "Meat A Morph Hose" was 60 meter lang. Ze combineert zachte textiel zoals van tafelkleden en gordijnen met stijvere materialen zoals hars en plexiglas. In het kader van een project rond kunstintegratie van de Vlaamse Gemeenschap ontwierp ze zachte textielstructuren voor een kinderdagverblijf in Leuven.
Ze is ook actief als keramiste, met onder andere projecten in de sociale sector.

## Kunstboek
Zij stelde een kunstboek "Screensaver error" over haar werk samen. Dominique De Groen schreef de begeleidende teksten, de inleiding was van Simon Delobel en het eindontwerp van Stien Stessens.

## Collecties
- Collectie FOD Buitenlandse Zaken, België[17]
- Collectie Vlaamse Gemeenschap, België[13]
- FRAC Normandie, Caen, Frankrijk[18]
- DoReMy Daycare in Leuven[15]
- DNA Lab, UZ Brussel[7]